# Blinklicht

Blinklicht an deutschen Bahnübergängen älterer Bauart

Ein Blinklicht ist eine Lichtquelle, die durch eine technische Einrichtung periodisch ihre Helligkeit ändert.

## Verwendung
Blinklichter werden eingesetzt,
- um unterschiedliche Zustände (von Geräten) zu signalisieren, beispielsweise, wenn eine Funktion ausgeführt wird, ohne dass der Anwender dies auf andere Art erkennen kann (z. B. CD einlesen, Digitalfoto auf Speicherkarte speichern, aktive Alarmanlage im Auto),
- um Energie zu sparen, indem man das Leuchten der Anzeige unterbricht,
- weil blinkende Reize (genau wie Bewegungen) leichter wahrgenommen werden als solche, die sich nicht verändern/bewegen (z. B. Fahrtrichtungsanzeiger),
- um eine Bewegung in Einzelbilder zu unterteilen (z. B. Stroboskop).

## Blinkfrequenz
In der Kommunikationstheorie hat man die Wirkungen verschiedener Blinkfrequenzen auf den Menschen untersucht. Nach diesen Studien ordnet der Mensch verschiedenen Blink-Frequenzen unterschiedliche Bedeutungen und Aufmerksamkeit zu. So wirken tiefe Frequenzen eher beruhigend und symbolisieren einen Normalzustand, während hohe Frequenzen mehr ein Achtung! ausdrücken. Am auffälligsten wirkt ein Blinken mit einer Frequenz von 1 bis 2 Hz (ein- bis zweimal pro Sekunde) und einem Taktverhältnis von 1:1 (das Signal ist genauso lange an- wie ausgeschaltet). So ist zum Beispiel in der StVZO § 53a, Absatz 4, 2. Punkt, vorgeschrieben, dass ein Warnblinklicht mit einer Frequenz von 1,5 ± 0,5 Hz blinken muss.
Hohe Blinkfrequenzen können bei entsprechend veranlagten Menschen Anfälle von Reflexepilepsie auslösen. Daher tragen Computerspiele mit schnellen Bildwechseln diesbezügliche Warnhinweise.

## Arten von Blinklichtern

### Rotierende Blenden, Reflektoren

Blaue Rundumleuchte. Der Blinkeffekt entsteht durch einen Hohlspiegel, der sich um die Lichtquelle dreht.

Die Lichtquelle selbst leuchtet ununterbrochen, um sie herum rotiert eine Blende, die das Licht in eine (oder mehrere) Richtung(en) verdeckt. Für einen unbewegten Beobachter entsteht der Blinkeffekt dadurch, dass der Reflektor das in seine Richtung abgestrahlte Licht regelmäßig verdeckt. In der Regel ist die Blende als Reflektor ausgeführt. Dadurch erhält man einen Lichtstrahl von höherer Lichtdichte. Die Blinklichter von Alarmanlagen, an Polizei-, Rettungsdienst- und Sonderfahrzeugen sowie in Diskotheken arbeiten häufig auf diese Weise.
Statt eines Reflektors kann man Drehlinsen einsetzen. Diese bündeln das Licht in eine Richtung, so dass Strahlen mit großer Reichweite entstehen. Diese Technik wird bei Leuchttürmen eingesetzt.
In Filmprojektoren rotiert eine Umlaufblende zwischen Lampe und Film. Sie ist mit dem Filmtransport synchronisiert und unterbricht den Lichtstrahl, wenn der Film um ein Bild weiter transportiert wird. Dadurch sieht man in schneller Folge unbewegte Einzelbilder. Aufgrund der hohen Frequenz nimmt man das Blinken nicht wahr und die Bilder erscheinen bewegt. In Filmkameras wird die Umlaufblende bei der Belichtung entsprechend eingesetzt, damit der Film nur in ruhender Position und nicht beim Weitertransport belichtet wird.

### Blinkschaltungen
Durch elektronische oder elektromechanische Schaltungen wird eine Lichtquelle ein- und ausgeschaltet. Beim Kfz-Blinker kam früher eine Schaltung mit einem Relais und einem Kondensator zum Einsatz, heute verwendet man astabile Kippstufen. In diesen Schaltungen ersetzen rückgekoppelte Transistoren das Relais. Beiden Varianten ist gemeinsam, dass die Blinkdauer von der Ladezeit des Kondensators abhängt. Blinkschaltungen mit hoher Blinkfrequenz heißen Stroboskope. Sie dienen zur Zerlegung von Bewegungen in eine Folge stehender Einzelbilder. Es gibt LEDs, in die bereits eine Blinkschaltung integriert ist. Diese wird als SMD-Element am Bauteil angebracht.

### Blinklampen
In Blinklampen ist ein Bimetallschalter in die Lampe eingebaut. Wenn durch die Hitze des Glühfadens eine bestimmte Temperatur erreicht ist, öffnet der Schalter und unterbricht die Stromzufuhr zum Draht, so dass dieser abkühlt. Beim Unterschreiten einer unteren Temperaturgrenze schließt der Schalter den Stromkreis und der Vorgang beginnt erneut.